# Joseph Locke
Joseph Locke (9 de agosto de 1805 - 18 de septiembre de 1860) fue un notable ingeniero civil británico del siglo XIX, particularmente asociado con proyectos ferroviarios. Es reconocido junto con Robert Stephenson e Isambard Kingdom Brunel como uno de los principales pioneros del desarrollo del ferrocarril. Sería elegido miembro del parlamento por la circunscripción de Honiton durante cuatro legislaturas.

## Primeros años y carrera
Locke nació en Attercliffe, cerca de Sheffield en Yorkshire, y se mudó a la cercana Barnsley cuando tenía cinco años. A la edad de 17 años, ya había sido aprendiz con William Stobart en Pelaw, en la orilla sur del río Tyne, y con su propio padre, William. Era un ingeniero de minas experimentado, capaz de medir, excavar pozos, construir vías férreas, túneles y motores de vapor estacionarios. El padre de Joseph había sido gerente en la mina de carbón Wallbottle en Tyneside cuando George Stephenson era fogonero allí. En 1823, cuando Joseph tenía 17 años, Stephenson participó en la planificación del Ferrocarril de Stockton y Darlington. Junto con su hijo Robert Stephenson, visitó a William Locke y a su hijo Joseph en Barnsley, y se acordó que Joseph iría a trabajar para los Stephenson, que habían establecido una fábrica cerca de la Forth Street de Newcastle upon Tyne, con el fin de producir locomotoras para el nuevo ferrocarril. Joseph Locke, a pesar de su juventud, pronto se ganó el respeto de sus compañeros, haciéndose muy amigo de Robert Stephenson, aunque su relación se vio interrumpida en 1824, cuando Robert se fue a trabajar a Colombia durante tres años.

## Ferrocarril de Liverpool y Mánchester
George Stephenson llevó a cabo el estudio original de la línea del Ferrocarril de Liverpool y Mánchester, pero se descubrió que tenía algunos fallos y la línea fue inspeccionada de nuevo por un joven y talentoso ingeniero, Charles Blacker Vignoles. Los directores le pidieron a Joseph Locke que llevara a cabo otro estudio de las obras del túnel propuesto y que elaborara un informe. El informe fue muy crítico con el trabajo ya realizado, lo que repercutió negativamente en Stephenson, que se puso furioso por lo sucedido. En adelante, las relaciones entre los dos hombres se tensaron, aunque Locke siguió siendo empleado de Stephenson, probablemente porque este último reconocía su valía. A pesar de las muchas críticas al trabajo de Stephenson, cuando finalmente se aprobó el proyecto de ley para la nueva línea, en 1826, Stephenson fue designado ingeniero y nombró a Joseph Locke como su asistente para trabajar junto a Vignoles, quien era el otro asistente. Sin embargo, un choque de personalidades entre Stephenson y Vignoles llevó a este último a renunciar, dejando a Locke como el único ingeniero asistente. Locke asumió la responsabilidad de la mitad occidental de la línea. Uno de los principales obstáculos a superar fue Chat Moss, una gran ciénaga que había que cruzar. Aunque, por lo general, Stephenson se lleva el crédito por esta hazaña, se cree que fue Locke quien sugirió el método correcto para cruzar la zona empantanada.
Mientras se construía la línea, los directores estaban tratando de decidir si usar motores estacionarios o locomotoras para propulsar los trenes. Robert Stephenson y Joseph Locke estaban convencidos de que las locomotoras eran muy superiores y, en marzo de 1829, los dos hombres escribieron un informe que demostraba la superioridad de las locomotoras cuando se utilizaban en un ferrocarril concurrido. El informe condujo a la decisión de los directores de realizar una prueba abierta para encontrar la mejor locomotora, origen del concurso conocido como Pruebas de Rainhill, que se desarrollaron en octubre de 1829 y donde se declaró ganadora a la "Rocket", la primera locomotora realmente práctica.
Cuando finalmente se abrió la línea en 1830, se planeó que una procesión de ocho trenes viajara de Liverpool a Mánchester y viceversa. George Stephenson condujo la locomotora líder, la "Northumbrian", y Joseph Locke condujo la "Rocket". El día se vio empañado por la muerte de William Huskisson, miembro del parlamento por Liverpool que resultó atropellado por la "Rocket".

## Ferrocarril Grand Junction
En 1829, Locke era el asistente de George Stephenson y se le asignó el trabajo de inspeccionar la ruta del Ferrocarril Grand Junction. Este nuevo ferrocarril se uniría al Ferrocarril de Liverpool y Mánchester en Newton-le-Willows, pasando por Warrington y luego dirigiéndose hacia Birmingham a través de Crewe, Stafford y Wolverhampton, con un total de 80 millas.
A Locke se le atribuye la elección de pasar por Crewe y la recomendación del establecimiento allí de los talleres necesarios para la construcción y reparación de coches y vagones, así como de locomotoras.
Durante la construcción del Ferrocarril de Liverpool y Mánchester, Stephenson había demostrado una cierta falta de habilidad para organizar grandes proyectos de ingeniería civil. Por otra parte, era bien conocida la capacidad de Locke para gestionar proyectos complejos. Los directores del nuevo ferrocarril acordaron un compromiso por el cual Locke se hizo responsable de la mitad norte de la línea y Stephenson se hizo responsable de la mitad sur. Sin embargo, la ineficiencia administrativa de Stephenson pronto se hizo evidente, mientras que Locke estimó los costos de su sección de la línea de manera tan meticulosa y rápida que tenía todos los contratos firmados para su sección de la línea antes de que se firmara uno solo para la sección de Stephenson. La compañía ferroviaria perdió la paciencia con Stephenson, pero trató de llegar a un acuerdo haciendo que ambos fueran ingenieros conjuntamente. El orgullo de Stephenson no le permitió aceptar esta situación, por lo que renunció al proyecto. Para el otoño de 1835, Locke se había convertido en el ingeniero jefe de toda la línea.
Esto provocó una ruptura entre los dos hombres y tensó las relaciones entre Locke y Robert Stephenson. Hasta ese momento, Locke siempre había estado bajo la sombra de George Stephenson. De ahí en adelante, tomó las riendas de su destino y se mantendría firme o caería por sus propios logros.
La línea se inauguró el 4 de julio de 1837.

### Nuevos métodos

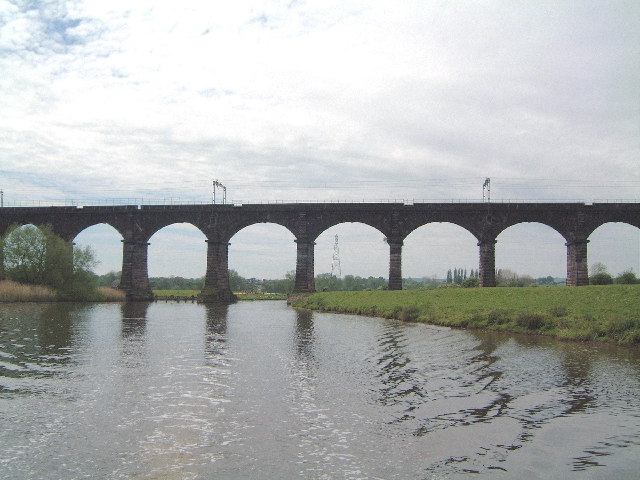
Viaducto de Dutton

La ruta de Locke evitó en la medida de lo posible las grandes obras de ingeniería civil. La principal era el viaducto de Dutton, que cruza el río Weaver y su zona navegable entre los pueblos de Dutton y Acton Bridge en Cheshire. El viaducto consta de 20 arcos con luces de 20 yardas (18,3 m).
Una característica importante del nuevo ferrocarril fue el uso de rieles de hierro forjado de dos cabezas (con forma de pesa) apoyados en traviesas de madera a intervalos de 2 pies 6 pulgadas (76,2 cm). Se pretendía que cuando los rieles se desgastaran, se pudieran voltear para usar la otra superficie, pero en la práctica se descubrió que los apoyos en los que se sujetaban los rieles causaban desgaste en la superficie inferior, de modo que se volvía desigual. Sin embargo, esto seguía siendo una mejora con respecto a los rieles de hierro forjado con forma de vientre de pez que aún utiliza Robert Stephenson en el Ferrocarril de Londres y Birmingham.
Locke fue más cuidadoso que Stephenson para obtener valor por el dinero de sus empleadores. Para el viaducto de Penkridge, Stephenson había acordado una oferta de 26.000 libras esterlinas. Después de que Locke asumiera el cargo, le dio mejor información al contratista potencial y acordó un precio de solo 6000 libras. Locke también trató de evitar los túneles, porque en esos días a menudo requerían más tiempo y costaban más de lo planeado. Los Stephenson consideraban 1 por 330 como la pendiente máxima que podía superar una locomotora, valor que Robert Stephenson obtubo en el Ferrocarril de Londres y Birmingham introduciendo en el trazado siete túneles, que agregaron costos y demoras. Locke evitó los túneles casi por completo en el Grand Junction, pero superó el límite de la pendiente durante seis millas al sur de Crewe.
Prueba de la capacidad de Locke para estimar los costos con precisión es el hecho de que la construcción de la línea Grand Junction costó 18.846 libras esterlinas por milla frente a la estimación de Locke de 17.000 libras esterlinas. Esto es sorprendentemente preciso en comparación con los costos estimados para el Ferrocarril de Londres y Birmingham (de Robert Stephenson) y el Ferrocarril Great Western (de Brunel).
Locke también dividió el proyecto en unas pocas secciones grandes en lugar de muchas pequeñas. Esto le permitió trabajar en estrecha colaboración con sus contratistas para desarrollar los mejores métodos, superar problemas y obtener personalmente experiencia práctica del proceso de construcción y de los propios contratistas. Usó a los contratistas que trabajaron bien con él, especialmente a Thomas Brassey y a William Mackenzie, en muchos otros proyectos. Todos se beneficiaron de este enfoque cooperativo, mientras que el enfoque más antagónico de Isambard Kingdom Brunel finalmente le dificultó mucho conseguir que alguien trabajara para él.

## Matrimonio
En 1834, Locke se casó con Phoebe McCreery, con quien adoptó un hijo.

## Ferrocarril de Lancaster y Carlisle
La diferencia significativa en la filosofía de la forma de trabajar de George Stephenson y de Joseph Locke, así como en los métodos que emplearon para proyectar sus líneas de ferrocarril, fue más que una mera diferencia de opinión. Stephenson había comenzado su carrera en un momento en el que las locomotoras tenían poca potencia para superar pendientes excesivas. Tanto George como Robert Stephenson estaban preparados para hacer todo lo posible con el fin de evitar pendientes pronunciadas que pondrían a prueba las locomotoras del momento, incluso si esto significaba elegir un camino tortuoso que agregara millas adicionales a la ruta. Locke tenía más confianza en la capacidad de las locomotoras modernas para subir estas pendientes. Un ejemplo de ello fue el Ferrocarril de Láncaster y Carlisle, que tuvo que hacer frente a la barrera de las montañas del Parque nacional del Distrito de los Lagos. En 1839, Stephenson propuso una ruta tortuosa que evitaba por completo el Distrito de los Lagos, recorriendo todo el camino alrededor de la bahía de Morecambe y West Cumberland, afirmando: "Esta es la única línea practicable de Liverpool a Carlisle". La construcción de un ferrocarril a través de Shap quedaba fuera de todo cuestionamiento. Sin embargo, los directores rechazaron su ruta y eligieron la propuesta por Joseph Locke, una que usaba fuertes pendientes y pasaba por encima de Shap Fell. La línea fue completada por Locke y fue un éxito.
Locke razonó que al evitar las rutas largas y la construcción de túneles, la línea podría terminarse más rápidamente, con menos costos de capital y podría comenzar a generar ingresos antes. Esto se conoció como la escuela de ingeniería 'arriba y más' (a la que Rolt se refiere como 'Arriba y Abajo' o montaña rusa). Locke adoptó un enfoque similar al planificar el Ferrocarril de Caledonia, desde Carlisle a Glasgow. En ambos ferrocarriles introdujo pendientes de 1 en 75, que penalizaron severamente a las locomotoras completamente cargadas, ya que incluso cuando se introdujeron locomotoras más potentes, los trenes que debían remolcar también se volvieron más pesados. Por lo tanto, se puede argumentar que Locke, aunque su filosofía triunfó, no fue del todo correcto en su razonamiento. Incluso hoy en día, Shap Fell es una dura prueba para cualquier locomotora.

## Ferrocarril de Mánchester y Sheffield

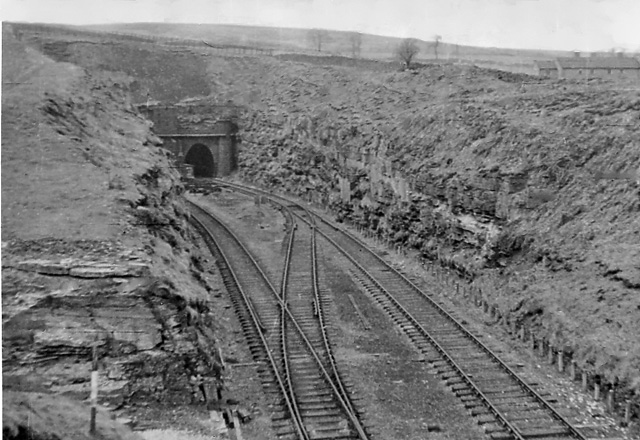
Las bocas orientales de los dos primeros túneles de Woodhead

Posteriormente, Locke fue designado para construir una línea ferroviaria de Mánchester a Sheffield, reemplazando a Charles Blacker Vignoles como ingeniero jefe, después de que este último se viera acosado por desgraciadas dificultades financieras. El proyecto incluía el túnel de Woodhead de 3 millas (4,8 km) de longitud y la línea se inauguró, después de muchos retrasos, el 23 de diciembre de 1845. La construcción de la línea requirió más de mil excavadores y costó la vida a treinta y dos de ellos, hiriendo gravemente a otros 140. El túnel de Woodhead fue una tarea tan difícil que George Stephenson afirmó que no se podía hacer y declaró que se comería la primera locomotora que atravesara el túnel.

## Comisiones posteriores
En el norte, Locke también diseñó el Ferrocarril de Láncaster y Preston Junction; el Ferrocarril de Glasgow, Paisley y Greenock; y el Ferrocarril de Caledonia desde Carlisle a Glasgow y Edimburgo.
En el sur, trabajó en el Ferrocarril de Londres y Southampton, más adelante rebautizado como Ferrocarril de Londres y del Suroeste, diseñando, entre otras estructuras, el viaducto de Nine Elms a Waterloo, el puente ferroviario de Richmond (1848, una estructura de fundición de hierro reconstruida en acero en 1908) y el puente ferroviario de Barnes (1849), ambos a través del río Támesis; los túneles en Micheldever; y el viaducto de 12 arcos de Quay Street y el viaducto de 16 arcos de Cams Hill, ambos en Fareham (1848).

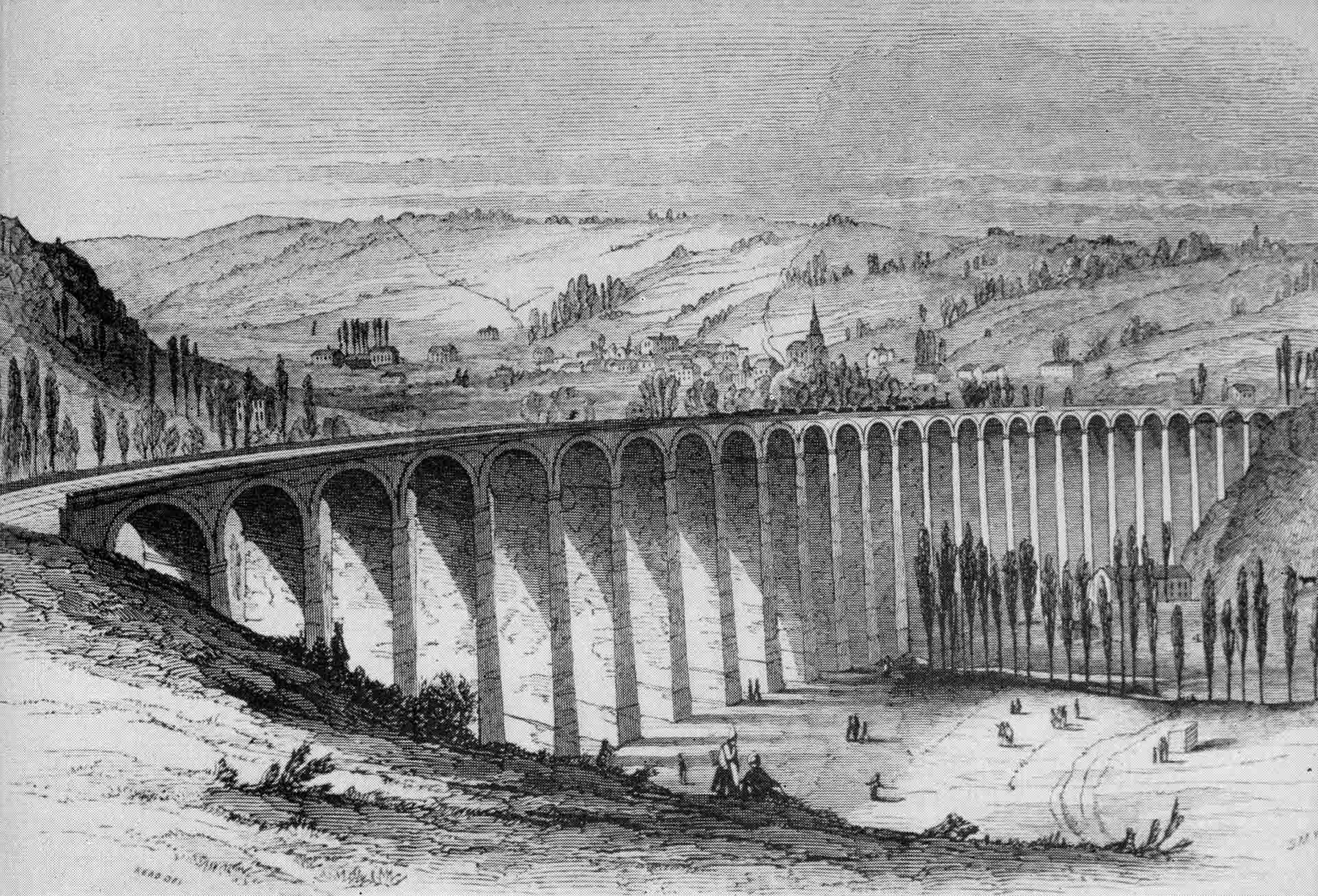
Viaducto de Barentin tras su reconstrucción

Participó activamente en la planificación y construcción de muchos ferrocarriles en Europa (asistido por John Milroy), incluido el enlace ferroviario de El Havre, Ruan, París, la línea Barcelona a Mataró y el ferrocarril renano holandés. Estuvo presente en París cuando ocurrió el Accidente ferroviario de Versalles en 1842 y preparó una declaración sobre los hechos para el general Charles Pasley de la Inspección de Ferrocarriles. También vivió un fallo catastrófico en uno de sus viaductos construidos en el nuevo enlace París-Le Havre. El viaducto de piedra y ladrillo, situado en Barentin (Sena Marítimo) (cerca de Ruan), era el más largo y alto de la línea. Tenía 108 pies (32,9 m) de alto y constaba de 27 arcos, cada uno de 50 pies (15,2 m) de ancho, con una longitud total de más de 1600 pies (487,7 m). Un niño que transportaba balasto para la línea en una ladera contigua temprano esa mañana (alrededor de las 6:00 a. m.) vio un arco (el quinto en el lado de Rouen) colapsar, y el resto hizo lo mismo. Afortunadamente, nadie murió, aunque varios trabajadores resultaron heridos en un molino situado debajo de la estructura. Locke atribuyó el fallo catastrófico a la acción de las heladas en el nuevo cemento de cal y la carga prematura descentrada del viaducto con balasto. Fue reconstruido a costa de Thomas Brassey y se ha conservado hasta el presente. Habiendo sido pionero en muchas líneas nuevas en Francia, Locke también ayudó a establecer las primeras fábricas de locomotoras en el país.
Las características distintivas de las obras ferroviarias de Locke fueron la economía, el uso de puentes de mampostería siempre que fue posible y la ausencia de túneles. Una ilustración de esto es que no hay ningún túnel entre Birmingham y Glasgow.

## Relación con Robert Stephenson

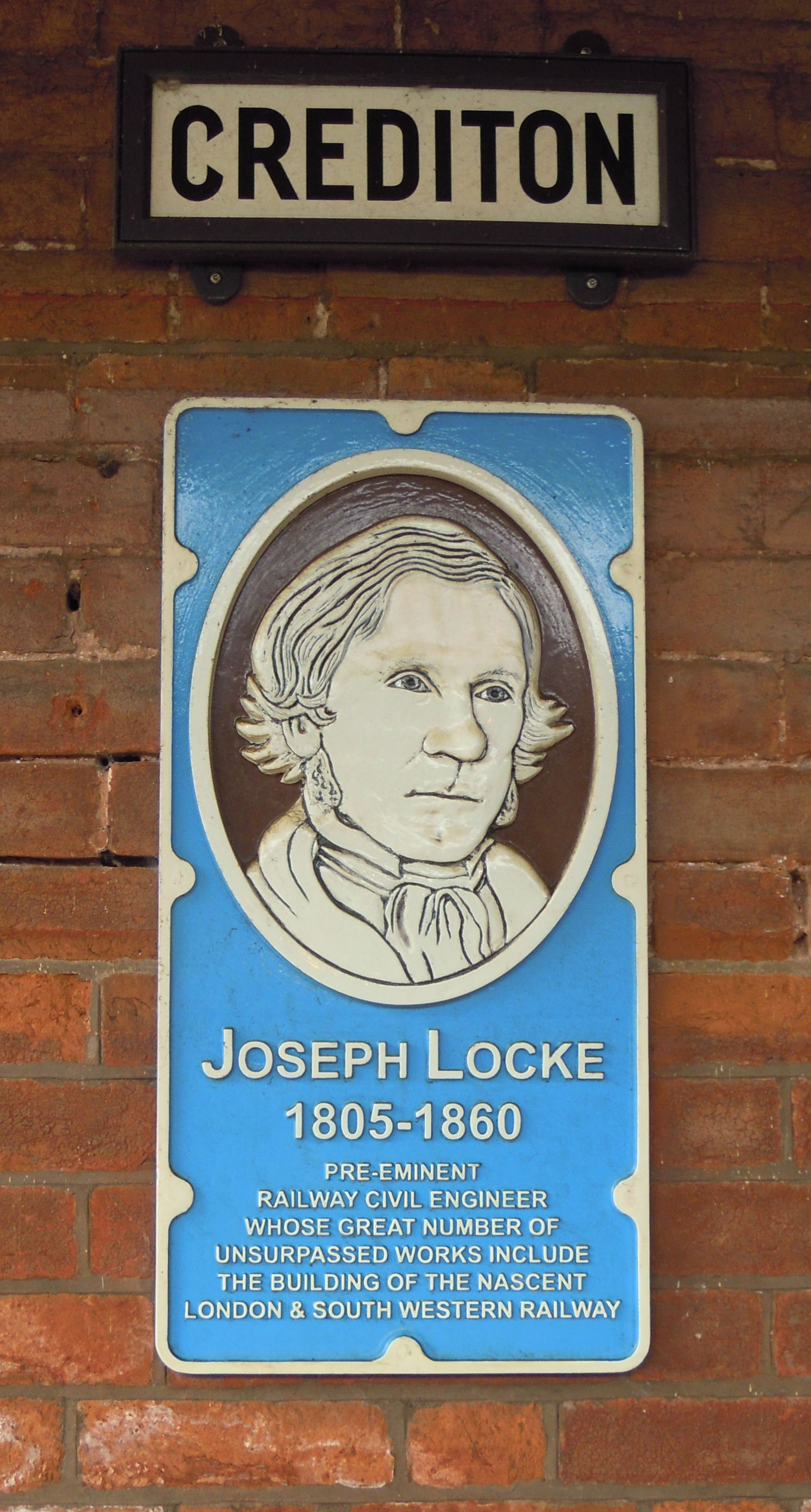
Placa dedicada a Locke junto a uno de los andenes de la Estación de Crediton

Locke y Robert Stephenson habían sido buenos amigos al comienzo de sus carreras, pero su amistad se vio empañada por el enfrentamiento entre Locke y el padre de Robert. Parece que Robert sintió que la lealtad a su padre requería que se pusiera de su lado. Es significativo que después de la muerte de George Stephenson en agosto de 1848, se reviviera la amistad de los dos hombres. Cuando Robert Stephenson murió en octubre de 1859, Joseph Locke fue uno de los portadores del féretro en su funeral. Se dice que Locke se refirió a Robert como "el amigo de mi juventud, el compañero de mis años de madurez y un competidor en la carrera de la vida". Locke también estaba en términos amistosos con su otro gran rival en el campo de la ingeniería ferroviaria, Isambard Kingdom Brunel.
En 1845, Locke y Stephenson fueron llamados a declarar ante dos comités. En abril, un Comité Selecto de la Cámara de los Comunes estaba investigando el sistema de ferrocarril atmosférico propuesto por Brunel. Brunel y Vignoles hablaron a favor del sistema, mientras que Locke y Stephenson hablaron en contra. A la larga, se demostraría que los dos últimos tenían razón. En agosto, los dos declararon ante los Comisionados del Ancho de Vía que estaban tratando de llegar a establecer un ancho de vía estándar para todo el país. Brunel habló a favor del calibre de 7 pies que estaba usando en el Great Western Railway, mientras que Locke y Stephenson hablaron a favor del ancho de vía de 4 pies y 8½ pulgadas que habían usado en varias líneas. Los dos últimos ganaron el debate y su ancho de vía fue adoptado como estándar.

## Vida posterior y legado

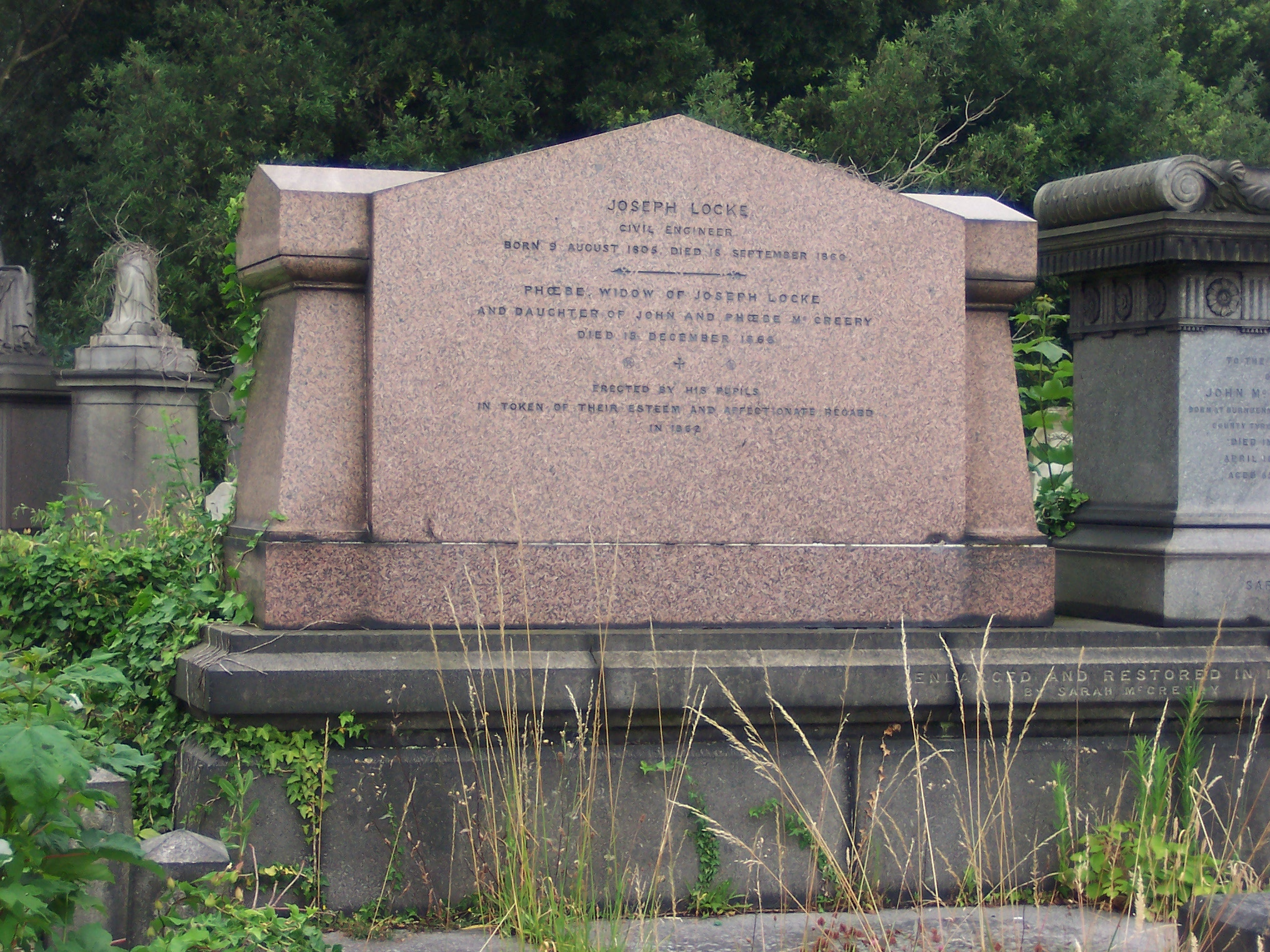
Tumba en el Cementerio de Kensal Green, Londres

Locke presidió la Institución de Ingenieros Civiles entre diciembre de 1857 y diciembre de 1859. También fue miembro del parlamento por Honiton en Devon desde 1847 hasta su muerte.
Murió el 18 de septiembre de 1860, aparentemente de una apendicitis, mientras estaba de vacaciones. Está enterrado en el cementerio de Kensal Green de Londres. Sobrevivió a sus amigos y rivales Robert Stephenson e Isambard Brunel por menos de un año: los tres ingenieros murieron entre los 53 y los 56 años de edad, una circunstancia que Rolt atribuye a un exceso de trabajo, logrando más en sus breves vidas de lo que muchos logran en un total de noventa años de existencia.
El mayor legado de Locke es la actual West Coast Main Line (WCML), que se formó con la unión de los Ferrocarriles de Caledonia; Lancaster & Carlisle y Grand Junction, con el Ferrocarril de Londres & Birmingham de Robert Stephenson. Como resultado, alrededor de las tres cuartas partes de las rutas del WCML fueron planificadas y diseñadas por Locke.

## Reconocimientos
- Fue elegido miembro de la Royal Society en 1838,[14]
- El Locke Park en Barnsley fue dedicado a su memoria por su viuda Phoebe en 1862. Cuenta con una estatua de Locke más una capricho, la 'Torre Locke'.